# 대원겸
대원겸(大元兼, ?~?)은 발해의 왕족이다.

## 생애
그는 발해 대인선의 조카이며, 발해에서 학당친위를 지냈다. 924년에 대인선의 명에 따라 당나라에 파견되어 조공하자 당나라는 그에게 종7품하의 국자감 소속 관료직인 국시국자감승의 벼슬을 주었다.

## 참고 자료
- 유, 득공 (1784). 《발해고》. 신고(臣考).